# Mass Effect : Édition Légendaire
Mass Effect : Édition Légendaire est une remastérisation des trois premiers jeux de la série Mass Effect, développé par BioWare et édité par Electronic Arts. Le remaster a été annoncé le 7 novembre (N7day) 2020, sortie le 14 mai 2021.

## Développement
Le 7 novembre 2020 ou le « N7 Day », une date déclarée pour la première fois en 2012 par BioWare comme une « célébration mondiale » annuelle de la franchise médiatique Mass Effect, la sortie prochaine de Mass Effect: Édition Légendaire a été officiellement annoncée,,.
Ils ont déclaré que le but de la mise à jour n'était « pas de refaire ou de réinventer les jeux originaux, mais de moderniser l'expérience afin que les fans et les nouveaux joueurs puissent découvrir l'œuvre originale dans sa meilleure forme possible ». La mise à jour comportera également des « les textures, les shaders, les effets graphiques et les fonctionnalités techniques ».
Cette édition utilisera le moteur Unreal Engine 3 sorti en 2006.

## Publication
Mass Effect: Édition Légendaire est sorti le 14 mai 2021 sur Xbox One, PlayStation 4 et PC, avec des mises à jour sur la nouvelle génération de consoles Xbox Series X et la Series S et PlayStation 5.